# 文久永宝

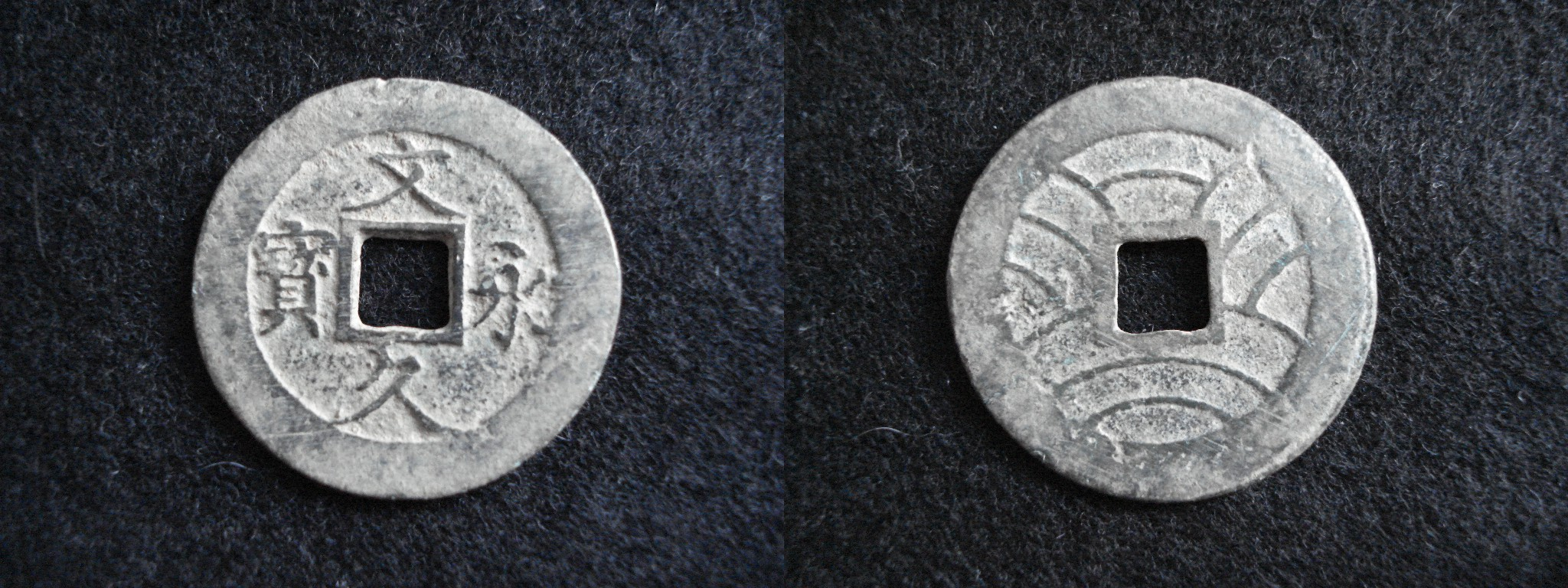
文久永宝（文久銭）

文久永宝（ぶんきゅうえいほう）は、幕末に流通した銭貨。形状は円形で、中央部に正方形の穴が開けられている。表面には「文 久 永 寳(宝)」の文字が上下右左の順に刻まれ、裏面には寛永通宝真鍮四文銭の十一波のものと同様の波形模様が刻まれている。地方貨幣などを別にすれば、銭銘としては日本最後の銭貨である。

## 概要
この「文 久 永 寳(宝)」の文字には三種類のものがあり、それぞれ能筆の幕閣が担当した。「文」字が楷書体のものは若年寄（老中格）・小笠原長行の筆によるもので「真文（しんぶん）」と呼び、草書体の「攵」となっているものが老中・板倉勝静の筆によるもので「草文（そうぶん）」と呼び、草書体で「寳」の字が「宝」となっているものが政事総裁職・松平慶永（松平春嶽）の筆によるもので「略宝（りゃくほう）」あるいは「玉宝（ぎょくほう）」とそれぞれ呼ばれる。
銅製で、直径0.9寸(約2.7センチメートル)、規定量目は9分(約3.375グラム)と、初期の寛永通宝より軽めである。鋳造は、文久3年2月(1863年)から慶応3年(1867年)まで。貨幣価値は4文として通用した。

## 略史

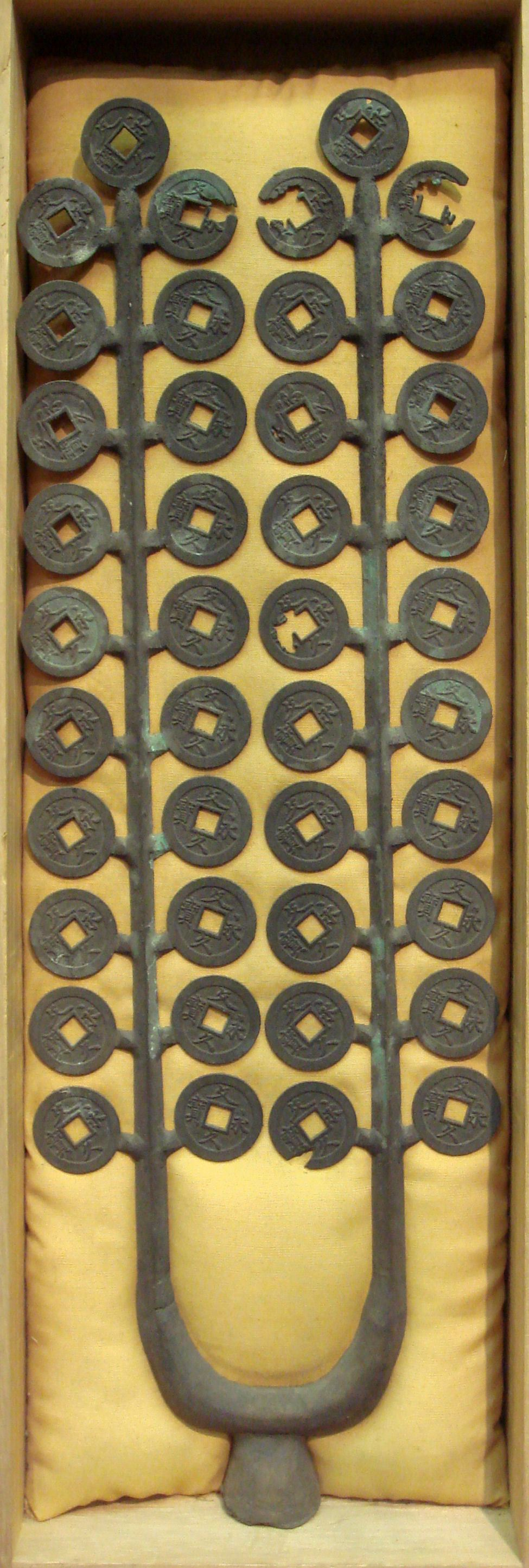
鋳造途中の文久永宝。枝銭（えだぜに）と呼ばれる。その後、切り離されて貨幣となる。

万延元年（1860年）から鋳造が始まった寛永通寳精鉄四文銭が不評であり、かつ鋳造コストがかさむものであったことを受け、四文銭を銅銭に復帰することとしたが、産出量の絶対的不足から生じた銅地金の高騰などから量目を減じた銅四文銭を発行することになった。
真鍮四文銭はこれまで原則として銀座指導監督の下で鋳造されてきたが、文久永寳については、銀座監督の下で江戸深川千田新田（大工町）の銭座において鋳造されたものは「真文」のものであり、金座指導監督となった浅草橋場（小菅）の銭座では「草文」と「略宝」のものであった。
明治時代の造幣局の分析では銀0.060%、銅83.107%、鉛11.227%、錫3.217%、鉄0.269%、アンチモン0.489%、砒素1.500%、硫黄0.387%となっている。
安政年間から引換回収された寛永通寳一文銅銭2,114,246,283枚の内、1,420,200,000枚を文久永寳に改鋳したとされ、文久永寳の総鋳造高は891,515,631枚との記録もある。
発行当初は、真鍮四文銭の代わりに差支えなく通用するよう通達が出されたが、市場における差別通用の実態を追認せざるを得なくなり、慶応元年閏5月（1865年）には鉄一文銭に対し、寛永通寳真鍮四文銭は12文、文久永寳は8文の増歩通用となり、慶應3年（1867年）には自由相場（天然相場）に任されることとなり、鉄一文銭＝1文の基準に対し以下のような相場となった。
- 寛永通寳銅一文銭：10～12文
- 寛永通寳真鍮四文銭：20～24文
- 文久永寳：15～16文
- 天保通寳：80～96文
- 寛永通寳鉄四文銭：2文
- 寛永通寳鉄一文銭：1文

この相場を元に新貨条例制定後の旧銅貨の通用価値が規定され、一圓は一両と等価となり、一両＝10000文という基準から、これらの銭貨は以下の様な通用価格となった。
- 寛永通寳銅一文銭：1厘
- 寛永通寳真鍮四文銭：2厘
- 文久永寳：1.5厘
- 天保通寳：8厘
- 寛永通寳鉄四文銭：8枚で1厘
- 寛永通寳鉄一文銭：16枚で1厘

これらの内、鉄銭は明治6年（1873年）12月25日に太政官からの指令で、勝手に鋳潰しても差し支えないとされ、事実上の貨幣の資格を失い、明治30年（1897年）9月末の貨幣法施行により法的にも通用停止となり、天保通寳は明治24年（1891年）末をもって通用停止となったが、文久永寳は寛永通寳銅銭・真鍮銭とともに昭和28年（1953年）末の「小額通貨の整理及び支払金の端数計算に関する法律」により廃貨措置がとられる（この法律により1円未満の法定通貨は全て通用停止、この時点で江戸時代に鋳造された貨幣は全て通用停止）まで法的に通用力を有した。
文久永寳は基本的には銅合金製であるが、彷鋳銭の一部には少ないながら鉄製のものもある。
文久永寳の明治以降の法定通用価値は1厘5毛とされたが、明治時代には実際には高知や和歌山、神戸など、地域によっては1厘として流通することがあったという。寛永通寳鉄四文銭・鉄一文銭の通用停止以降は、昭和28年末の文久永寳を含む1円未満の法定通貨の通用停止まで、文久永寳が日本の法定通貨として厘未満の端数を有する唯一のものとなっており、その当時は5毛の金額を現金で直接表す方法は存在しなかった（寛永通寳鉄四文銭・鉄一文銭の通用停止までは鉄四文銭4枚、鉄一文銭8枚等で表せたが）。
『明治財政史』には、明治10年（1877年）から明治30年（1897年）9月までの間に流通不便貨幣として回収・鋳潰しの対象となった貨幣として、5銭銀貨・2銭銅貨・天保通寳・文久永寳の4種が挙げられている。

## 試鋳貨幣
文久永宝の試鋳貨幣としては、裏面に「當百」・「當五十」と表記されている大型のものや、小型の一文銭などがある。